# Krisis (Medizin)
Krisis (auch Crisis, von altgriechisch κρίσις krísis) bezeichnet eine plötzliche, krisenhafte Veränderung des Gesundheitszustandes, die ohne vorhergehende Erkrankungen oder als akutes Aufflammen einer chronischen Erkrankung, beispielsweise als Anfall bzw. Attacke oder als Schock auftreten kann. Der Begriff wird seit den Anfängen der wissenschaftlichen Medizin verwendet und wird schon im Corpus Hippocraticum definiert: „Die Krise bei den Krankheiten ist, wenn sich die Krankheiten verstärken, nachlassen, in eine andere Krankheit umschlagen oder aufhören“.
Insbesondere wird ein rascher, also innerhalb weniger Stunden vonstattengehender Fieberabfall als Krisis bezeichnet. Er ist oft von Schweißausbrüchen begleitet und bedeutet eine hohe Belastung für den Kreislauf. Die Fieberkrisis, auch kritische Entfieberung genannt, geht mit Kollapsgefahr einher und ist ein Notfall, der bis zum Kreislaufversagen reichen kann.